# Erwin Ettel
Erwin Ettel, Pseudonym nach 1945 Ernst Krüger (* 30. Juni 1895 in Köln; † 9. September 1971 in Bad Bevensen) war ein deutscher Diplomat, Nationalsozialist, SS-Führer und Redakteur.

## Leben
Erwin Ettel war der Sohn eines Pfarrers. Er wuchs in einem konservativ-kaisertreuen Elternhaus auf. Nach dem Abschluss seiner Schullaufbahn am Realgymnasium in Rathenow begann Ettel 1913 bei der Kaiserlichen Marine als Seekadett eine Laufbahn zum Berufssoldaten. Am Ersten Weltkrieg nahm Ettel als Soldat teil und verließ die Armee 1920 im Rang eines Oberleutnants zur See. Danach wurde Ettel kaufmännisch ein Jahr beim American Friends Service Committee und drei Jahre bei Jordan und Berger GmbH in Hamburg tätig und leitete ab 1925 die Luftfrachtabteilung der Junkers Luftverkehr AG, von der er in die Türkei und nach Persien entsandt wurde.
Ettel zog 1930 nach Kolumbien, wo er bei der deutsch-kolumbianischen Luftverkehrsgesellschaft Sociedad Colombo Alemana de Transportes Aéreos (SCADTA) in Barranquilla beschäftigt war. Politisch war Ettel völkisch-nationalistisch eingestellt, er war seit 1924 Mitglied der Deutschnationalen Volkspartei, trat zum 1. März 1932 der NSDAP bei (Mitgliedsnummer 952.856) und war Ortsgruppenleiter der NSDAP/AO. Nach der Machtübernahme durch die Nationalsozialisten in Deutschland wurde Ettel im November Landesgruppenleiter der Auslandsorganisation der NSDAP in Kolumbien. Ettel, der 1935 ins Deutsche Reich zurückgekehrt war, wurde zum Hauptmann der Reserve, in der NSDAP-Bürokratie zum Gauamtsleiter zbV befördert und wechselte auf Veranlassung des Leiters der NSDAP/AO Ernst Wilhelm Bohle 1936 in den höheren Dienst des Auswärtigen Amts. In Personalunion übernahm Ettel den Posten eines Legationssekretärs in Rom und des Landesgruppenleiters der NSDAP/AO in Italien. Dort lobte er in einer ersten Rede den „Glauben an den Führer und die nationalsozialistische Weltanschauung“ und „das Wunder des Glaubens, das Deutschland gerettet“ habe. Ettel trat am 9. November 1937 der SS bei (SS-Nummer 289.261) und erreichte dort 1941 den Rang eines SS-Brigadeführers.
Am 16. Oktober 1939 wurde Ettel Gesandter Deutschlands im Iran. Damit war die Hoffnung verbunden, den britischen Einfluss im Nahen Osten in Zusammenarbeit mit arabischen Nationalisten einzudämmen. Als Gesandter und Kulturreferent der Botschaft empfahl er, vorhandene religiöse Ressentiments gegenüber dem Judentum in rassistischen Antisemitismus zu transformieren und die „Religion als natürliches Medium für die Propagierung von Judenhass“ zu nutzen. Ettel schlug vor:
„Ein Weg, um diese Entwicklung zu fördern, wäre das klare Herausarbeiten des Kampfes Mohammeds gegen die Juden in alter und den des Führers in jüngster Zeit [...] Verbindet man hiermit eine Gleichsetzung von Briten und Juden, so wird eine außerordentlich wirksame antisemitische Propaganda in das schiitische iranische Volk getragen.“
Als der Iran im August 1941 durch die britische Armee besetzt wurde, kehrte Ettel über Istanbul nach Deutschland zurück. Zuvor hatte er von der iranischen Regierung „freies Geleit“ und Schutz für die zahlreichen Nationalsozialisten im Land verlangt; dies wurde jedoch nur Frauen, Kindern und offiziellen Botschaftsmitgliedern, aber nicht Geheimagenten, gewährt. Von Istanbul aus initiierte Ettel am 24. Juli 1942 über ein als Geheime Reichssache deklariertes Schreiben an das Orientreferat des Auswärtigen Amtes arabischsprachige Rundfunksendungen aus Zeesen zum Übermitteln von Geheimbotschaften. Durch Joachim von Ribbentrop wurde Ettel im Juni 1942 zum Betreuer des Muftis von Jerusalem Mohammed Amin al-Husseini ernannt. Bereits im Juni 1942 traf Ettel mit al-Husseini in Berlin zusammen und gab über das Zusammentreffen folgendes zu Protokoll:
„Der Großmufti ging auf den Kampf der Araber gegen die Juden ein, wobei er Parallelen des Kampfes des nationalsozialistischen Deutschlands gegen die Juden zog. Deutschland sei das einzige Land der Welt, das sich nicht darauf beschränke, den Kampf gegen die Juden im eigenen Land zu führen, sondern das kompromißlos dem Weltjudentum den Kampf angesagt habe. In diesem Kampf Deutschlands gegen das Weltjudentum fühlten sich die Araber mit Deutschland auf das engste verbunden.“
Aufgrund des für das Deutsche Reich ungünstigen Kriegsverlaufs musste Ettel sein Vorhaben aufgeben, nach einer beabsichtigten Besetzung des Nahen Ostens dort als Gouverneur eingesetzt zu werden. Stattdessen war er zunächst für die Korrespondenz zwischen Außenministerium und NSDAP/AO zuständig. Im Dezember 1943 wurde Ettel auf sein Betreiben hin durch Ribbentrop vom Dienst im Außenministerium freigestellt und wechselte umgehend von der Wehrmacht zur Waffen-SS. In der Waffen-SS erreichte er 1944 den Rang eines Hauptsturmführers d. R. Zunächst war Ettel als Kompanieführer und Ausbilder eingesetzt. Zuletzt war Ettel bei dem SS-Ausbildungsregiment in Putlos und der Ausbildungsstätte der SS-Panzertruppen in Bergen tätig.
Von 1950 bis 1956 war Ettel unter dem Pseudonym „Ernst Krüger“ als außenpolitischer Redakteur bei der Wochenzeitung Die Zeit tätig. Seine Beiträge heftete er in Ordnern ab, die u. a. mit „Sekten, Logen, Rassenfragen“ oder „Spionage, Landesverrat, Kommunismus, Verbrecher-Organisationen, DP’s, Korruption, Justizwesen“ beschriftet waren. Seine Artikel waren teils mit nationalsozialistischen Termini und nationalistischem Gedankengut angereichert. Im Zuge des Ausscheidens des Zeit-Chefredakteurs Richard Tüngel verließ auch Ettel die Redaktion. Er ging in den Ruhestand und erhielt als ehemaliger Mitarbeiter des Auswärtigen Amtes eine Pension als Gesandtschaftsrat I. Klasse. Politisch betätigte sich Ettel nach Kriegsende nicht mehr, sympathisierte aber, wie aus Briefwechseln mit ehemaligen Parteifreunden zu entnehmen ist, weiter mit der nationalsozialistischen Ideologie.

## Archivalien
Im Politischen Archiv des Auswärtigen Amtes findet sich in seinem Nachlass eine Handakte „HA Ettel“ mit Dokumenten der deutschen Nahostpolitik, der Zusammenarbeit mit dem Mufti und den geplanten judenfeindlichen Maßnahmen in der Region.